# Mathias Naef
Mathias Naef (auch Matthias Näf; * 14. Mai 1792 in Schwarzenbach SG; † 29. Dezember 1846 in Niederuzwil) war ein Schweizer Webereifabrikant, Gründer der Mathias Naef & Cie sowie St. Galler Grossrat.

## Leben
Naef betrieb ab 1814 mit seinen Brüdern eine Weberei in Oberuzwil, 1824 kaufte er in Niederuzwil die Wirtschaft «zum Schäfle» und gründet ein Geschäftshaus, aus der sein Unternehmen hervorging. Bei seinem Tod 1846 beschäftigte die Weberei rund 2000 Mitarbeiter, ein Teil in den Fabriken in Niederuzwil und in Algetshausen, die meisten in Heimarbeit, vorwiegend solche aus dem Untertoggenburg und in Mörschwil.
Er war von 1830 bis 1832 Gemeinderat sowie von 1830 bis 1834 Grossrat des Kantons St. Gallen. Sein Sohn, Abraham Naef, war Gemeindeammann von Henau, dessen Tochter, Maria Seline Naef, ehelichte Adolf Bühler senior, den Gründer der heutigen Bühler AG.
Seine Tochter Maria Verena war mit dem Kaufmann und Politiker Johann Rudolf Moser und seine Tochter Anna Maria war mit dem Unternehmer Samuel Friedrich Rikli verheiratet.